# 奧拉卡貝薩
奧拉卡貝薩是牙買加的城鎮，位於該國南部，距離奧喬里奧斯16公里，由米德爾塞克斯郡的聖瑪麗區負責管轄，始建於1502年，2009年人口4,108。

## 外部連結
- Aerial view（页面存档备份，存于）
- Oracabessa Website （页面存档备份，存于）